# لوسيان لويس دانيال
لوسيان لويس دانيال (بالفرنسية: Lucien Louis Daniel)‏ هو عالم نبات فرنسي، ولد في 1 نوفمبر 1856 في La Dorée ‏ في فرنسا، وتوفي في 26 ديسمبر 1940 في Erquy ‏ في فرنسا.